# Ophiocanops multispina
Ophiocanops multispina is een slangster uit de familie Ophiomyxidae.
De wetenschappelijke naam van de soort werd in 2008 gepubliceerd door Sabine Stöhr, C. Conand & E. Boissin.